# Лунино (станция)
Лу́нино — железнодорожная станция Пензенского региона Куйбышевской железной дороги на участке Рузаевка — Пенза Нижегородско-Харьковского хода. Расположена в рабочем посёлке Лунино Пензенской области.

## История
История станции восходит к концу XIX века, когда здесь впервые пролегли пути Московско-Казанской железной дороги. В 1895 году Мокшанское уездное земство ходатайствовало перед царским правительством об открытии станции Лунино, но получило отказ: по техническим условиям того времени запрещалось строительство железнодорожных станций на путях с уклоном. Через 10 лет мокшанцы добились своего: 21 апреля 1905 года станция Лунино была открыта «для ввоза частных грузов».
В начале 2000-х гг. через станцию осуществлялись пассажирские перевозки на Казань, Астрахань, Нижний Новгород, Волгоград (как прицепной вагон), Симферополь (как прицепной вагон). До 2011 года по выходным дням назначался дополнительный пригородный поезд Пенза — Лунино. До 2014 года осуществлялся постоянный рейс пригородного поезда до Рузаевки.
По состоянию на 2023 год остановка поездов дальнего следования не предусмотрена.

## Техническая информация
Станция Лунино расположена на однопутном участке Рузаевка — Пенза IV с электрической тягой постоянного тока, относится к Пензенскому региону Куйбышевской железной дороги. По характеру работы является промежуточной станцией, по объёму выполняемой работы отнесена к 5-му классу. Путевое развитие состоит из 4 путей: 1 главного (№ 1), 2 приёмо-отправочных (№№ 2, 4) и отправочного нечётных (№ 6). На станции расположены производственный участок Пензенской дистанции пути (ПЧ-2), участок-район контактной сети и трансформаторная подстанция Пензенской дистанции электроснабжения (ЭЧ-1), пункт стоянки аварийно-восстановительных  автомотрис и автомашин. В горловинах станции располагается 2 переезда (92км+984 м и 95км+241 м). Станция открыта для грузовой работы.
Комплексный контроль за техническим обслуживанием и ремонтом устройств автоматики и телемеханики на станции осуществляет Пензенская дистанция сигнализации, централизации и блокировки (ШЧ-1). Устройства железнодорожной связи обслуживает Пензенский региональный центр связи (РЦС-1).
Станция включена в диспетчерскую централизацию участка Пенза — Красный Узел. Станция переведена на диспетчерское управление. Управление стрелками и сигналами при передаче станции на сезонное или резервное управление осуществляется дежурным по станции.

## Пригородное сообщение
Пригородные пассажирские перевозки до Пензы, Булычёво и обратно осуществляет Башкортостанская ППК электропоездами ЭД4М и ЭТ2М приписки ТЧ-11 Безымянка.